# Cyclolepis genistoides
Cyclolepis genistoides D.Don, 1832 è una pianta della famiglia delle Asteracee, diffusa in Sud America. È l'unica specie nota del genere di piante angiosperme dicotiledoni Cyclolepis Gillies ex D. Don, 1832.
È comunemente nota come palo azul o matorro negro.

## Descrizione

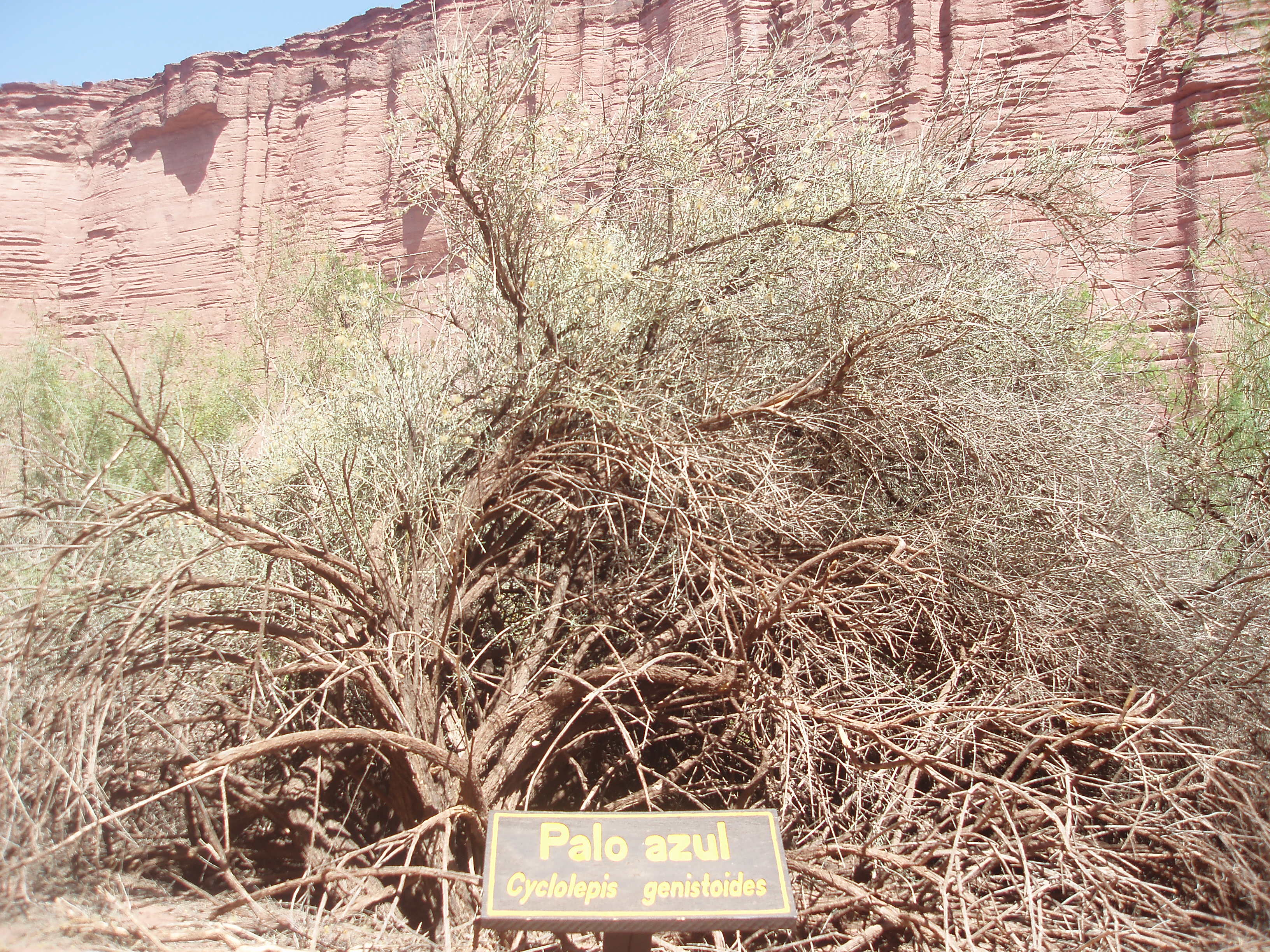
Il portamento

È una specie arbustiva spinosa ginodioica, che presenta fiori ermafroditi e fiori unisessuali femminili su individui distinti.
Le foglie lungo il caule sono disposte in modo alternato. La forma delle foglie (piccole) è intera e semplice. Le venature sono del tipo pennato. La consistenza in genere è coriacea o subcoriacea.
Le infiorescenze sono composte da capolini sessili e solitari. Sono presenti capolini di tipo discoide eterogamo in genere su rami laterali. I capolini sono formati da un involucro a forma campanulata composto da brattee (o squame) all'interno delle quali un ricettacolo fa da base ai fiori. Le brattee, simili a scaglie, sono disposte su poche serie in modo embricato. Il ricettacolo, piccolo, glabro, da piatto a lievemente convesso, è privo di pagliette a protezione della base dei fiori (ricettacolo nudo).
I fiori sono tetraciclici (a cinque verticilli: calice – corolla – androceo – gineceo) e in genere pentameri (ogni verticillo ha 5 elementi). I fiori, pochi, si dividono in fiori femminili fertili (senza antere) e fiori ermafroditi e fertili.
- Formula fiorale:

*/x K {\displaystyle \infty }, [C (5), A (5)], G 2 (infero), achenio
- Calice: i sepali del calice sono ridotti ad una coroncina di squame.
- Corolla: il colore delle corolle è giallo. Le corolle sono divise in 5 uguali lobi (oppure uno molto allungato); talvolta i lobi sono arrotolati.
- Androceo: l'androceo è formato da 5 stami con filamenti liberi e antere saldate in un manicotto circondante lo stilo.[11] Le antere in genere hanno una forma sagittata con appendici apicali acute. Le teche sono calcarate (provviste di speroni) ed hanno code lunghe, lisce o pelose. Il polline normalmente è tricolporato a forma sferica (può essere microechinato).
- Gineceo: il gineceo ha un ovario uniloculare infero formato da due carpelli.[11]. Lo stilo è unico e con due stigmi e privo del nodo basale; è ispessito sotto gli stigmi. Gli stigmi sono relativamente lunghi con terminazioni arrotondate e creste marginali; dorsalmente sono glabri. L'ovulo è unico e anatropo.

I frutti sono degli acheni con pappo. La forma degli acheni è cilindrica (raramente è compressa) con 5 coste longitudinali e superficie densamente sericea. Il carpoforo (o carpopodium) è anulare o cilindrico. L'endosperma è cellulare. Il pappo è formato da setole disposte su 2 serie. Le setole sono lungamente barbate alla base e piumose all'apice. Il pappo è direttamente inserito nel pericarpo o è connato in un anello parenchimatico posto sulla parte apicale dell'achenio.

## Biologia
- Impollinazione: l'impollinazione avviene tramite insetti (impollinazione entomogama tramite farfalle diurne e notturne).
- Riproduzione: la fecondazione avviene fondamentalmente tramite l'impollinazione dei fiori (vedi sopra).
- Dispersione: i semi (gli acheni) cadendo a terra sono successivamente dispersi soprattutto da insetti tipo formiche (disseminazione mirmecoria). In questo tipo di piante avviene anche un altro tipo di dispersione: zoocoria. Infatti gli uncini delle brattee dell'involucro si agganciano ai peli degli animali di passaggio disperdendo così anche su lunghe distanze i semi della pianta.

## Distribuzione e habitat
Questa specie è segnalata in Argentina, Cile, Paraguay e probabilmente anche in Bolivia a quote variabili fino a 1.900 metri di elevazione.
È una specie alofita che domina alcuni habitat ad alta salinità, come le aree estuarine costiere o le paludi salmastre.

## Tassonomia
La famiglia di appartenenza di questa voce (Asteraceae o Compositae, nomen conservandum) probabilmente originaria del Sud America, è la più numerosa del mondo vegetale, comprende oltre 23.000 specie distribuite su 1.535 generi, oppure 22.750 specie e 1.530 generi secondo altre fonti (una delle checklist più aggiornata elenca fino a 1.679 generi). La famiglia attualmente (2021) è divisa in 16 sottofamiglie.

### Filogenesi
La sottofamiglia Gochnatioideae, nell'ambito delle Asteraceae, occupa una posizione più o meno "basale" (si è evoluta prima rispetto al resto della maggior parte delle sottofamiglie) ed è molto vicina alle sottofamiglie Wunderlichioideae e Hecastocleidoideae; con la sottofamiglia Wunderlichioideae forma un "gruppo fratello". La sottofamiglia ha solamente la tribù Gochnatieae ed è caratterizzata da specie più o meno arbustive, capolini eterogami, ricettacoli alveolati, appendice dell'antere apicolate, stilo ispessito sotto gli stigmi e acheni a 5 coste.
Il genere Cyclolepis appartiene alla tribù Gochnatieae della sottofamiglia Gochnatioideae. In precedenti trattamenti questo genere era descritto all'interno della sottotribù Gochnatiinae, in una configurazione tassonomica (tribu Mutisieae) diversa dalla attuale. In altri studi il genere è associato alla sottotribù Mutisiinae.
La posizione filogenerica di questa specie è ancora incerta. Le relazioni filogenetiche di Cyclolepis con altre Gochnatioideae e Wunderlichioideae sono equivoche e sono in conflitto con precedenti filogenesi (ossia risulta "fratello" del gruppo Gochnatioideae/Wunderlichioideae).
Il numero cromosomico delle specie di questo genere è: 2n = 54.
L'età di formazione della sottofamiglia/tribù varia (secondo varie ricerche) da 36 a 18 milioni di anni fa.